# Jadwiga Legierska
Jadwiga Legierska (ur. 7 lipca 1903 w Koniakowie, zm. 9 czerwca 2000) – koronczarka ze Śląska Cieszyńskiego.

## Życiorys
Koronkarstwem zaczęła się zajmować w wieku szkolnym. Jej nauczycielką była matka. Jadwiga pomagała jej w wyrobie koronek używanych jako ozdoba cieszyńskiego stroju ludowego: w czepcach, kołnierzykach i mankietach. Nauczyła się przenosić wzory z czepców i kołnierzyków na owalne i okrągłe serwetki oraz obrusy. Potem uczyła się od Marii Gwarkowej, dzięki której poznała technikę koronczarską i tradycyjne wzory. Inspiracją był dla niej świat przyrody.
Przed II wojną światową sprzedawała swoje wyroby w Wiśle. W 1950 zaczęła pracę w Spółdzielni Przemysłu Ludowego i Artystycznego Cepelia w Katowicach. Wykonywała nakrycia stołowe, obrusy, rękawiczki i kapelusze, bluzki oraz suknie ślubne. Jej dzieła były uznawane za najbardziej reprezentatywne dla Koniakowa, gdyż zachowała tradycyjne wzornictwo. Tworzyła w technice szydełkowej i klockowej.
Dzięki współpracy z Cepelią i muzeami na Śląsku od początku lat sześćdziesiątych XX wieku uczestniczyła w konkursach i wystawach sztuki ludowej. Była często nagradzana. Jej prace można oglądać w zbiorach muzeów w Bytomiu, Katowicach, Krakowie, Częstochowie, Wrocławiu, Gdyni, Warszawie. Pokazywano je też za granicą. Jej koronki wykorzystano w filmie „Noce i dnie” Jerzego Antczaka.
W 1983 została wyróżniona Nagrodą im. Oskara Kolberga.
Umiejętności przekazała córce Marcie Legierskiej.